# Limbudin
Limbudin – gaun wikas samiti we wschodniej części Nepalu w strefie Meći w dystrykcie Taplejung. Według nepalskiego spisu powszechnego z 2001 roku liczył on 379 gospodarstw domowych i 2284 mieszkańców (1176 kobiet i 1108 mężczyzn).